# Mikołaj Rej

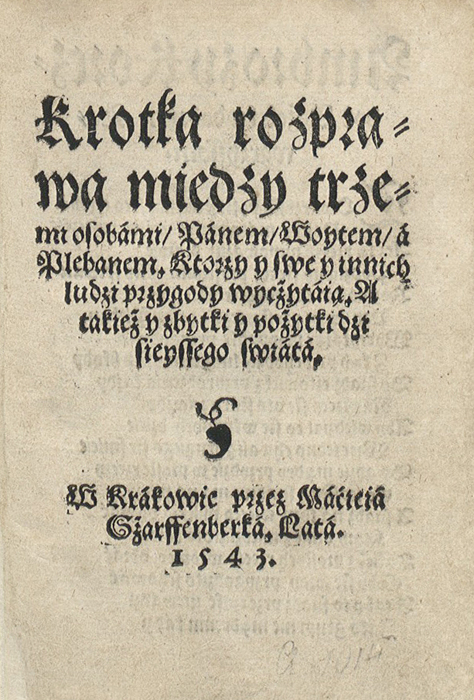
Krátký rozhovor mezi třemi lidmi: pánem, starostou a knězem

Mikołaj Rej (4. února 1505 Żurawno poblíž Halyče (nyni Lvovská oblast) – mezi 8. zářím až 5. říjnem 1569 Rejowiec (nyni Lublinské vojvodství)) – první polský renesanční básník a spisovatel, kalvínský teolog a starosta obce Urzędów.

## Biografie
Narodil se do bohaté šlechtické rodiny v Žuravně na Červené Rusi jako syn vdovce Stanislava Reye a vdovy Barbory Herburtově. Mikolaj byl syn z jejího třetího manželství.
Mikołaj se učil dva roky v Skalbmierze, pak dva roky ve Lvově, od roku 1518 v Krakovské Akademii, kde se ale velmi málo zabýval vědou. V roce 1525 vstoupil do paláce magnáta Andrzeje Tęczyńskiho a stal se jeho tajemníkem.
Poté se pohyboval v okolí kalvinistického hejtmana Mikuláše Sieniawskiho, setkal se se zástupci reformace a mezi lety 1541 až 1548 přešel k luteránství a pak ke kalvinismu. Začal intenzivní náboženskou činnost. Brzy byl prohlášen za nepřítele římsko-katolické církve.
Rej uměl latinsky, ale psal pouze v polštině, i z tohoto důvodu je považován za otce polského spisovného jazyka. Předběhl v tomto ohledu asi o 25 let mladšího polského renesančního básníka Jana Kochanowského (1530-1584). Rej sám napsal: A niechaj narodowie wżdy postronni znają, iż Polacy nie gęsi, iż swój język mają ("Ať cizí národy vědí, že Poláci nejsou husy a mají svůj vlastní jazyk").